# La doppia elica
La doppia elica è un libro di James Watson, edito nel 1968, in cui il biologo americano racconta la sua esperienza di ricercatore, svelando i retroscena che hanno portato alla scoperta del DNA quindici anni prima, insieme al collega Francis Crick.
Hanno un ruolo di primo piano gli studi sulla struttura a doppia elica del DNA, che valsero il Nobel per la medicina nel 1962 a Watson e Crick.